# صوفي ديمتري
صوفي ديمتري ممثلة مصرية من أصل لبناني. بدأت مشوارها الفني في نهاية ثلاثينيات القرن العشرين، حيث عملت بالمسرح ثم بالسينما وأدت أدواراً عديدة غالباً كانت تؤدي دور السيدة العجوز والساحرة وقارئة الطالع.

## قائمة أعمالها
قدمت مسرحية وحيدة في عام 1925 تحت عنوان «الذبائح»، و 20 فيلمًا سينمائيًا في الفترة من 1937 إلى 1953.
فيلم «غرام بثينه» للمخرج جلال مصطفى عام 1953.   
فيلم «كأس العذاب» للمخرج حسن الإمام عام 1952.
فيلم «يا حلاوه الحب» للمخرج حسين فوزي عام 1952.
فيلم «أنا الماضى» للمخرج عز الدين ذو الفقار عام 1951.
فيلم «أنا بنت ناس» للمخرج حسن الإمام عام 1951.
فيلم «وهيبه ملكه الغجر» للمخرج نيازي مصطفى عام 1951.
فيلم «شبح نص الليل» للمخرج عبد الفتاح حسن عام 1947.
فيلم «عدو المجتمع» للمخرج إبراهيم عمارة عام 1947.
فيلم «أول نظره» للمخرج نيازي مصطفى عام 1946.     
فيلم «هدمت بيتى» للمخرج حسين فوزي عام 1946.     
فيلم «البنى آدم» للمخرج نيازي مصطفى عام 1945.      
فيلم «بين نارين» للمخرج جمال مدكور عام 1945.
فيلم «شهر العسل» للمخرج أحمد بدرخان عام 1945.   
فيلم «ابن الحداد» للمخرج يوسف وهبي عام 1944.   
فيل «الأبرياء» للمخرج أحمد بدرخان عام 1944.   
فيلم «غرام وانتقام» للمخرج يوسف وهبي عام 1944. 
فيلم «على مسرح الحياة» للمخرج أحمد بدرخان عام 1942.     
فيلم «في ليله ممطرة» للمخرج توجو مزراحي عام 1939.  
فيلم «شيء من لا شيء» للمخرج أحمد بدرخان عام 1938.     
فيلم «سلامه في خير» للمخرج نيازي مصطفى عام 1937.  
مسرحية «الذبائح» عام 1925.     

## وصلات خارجية
- صوفى ديمتري على موقع IMDb (الإنجليزية)
- صوفى ديمتري على موقع الدهليز
- صوفى ديمتري على موقع قاعدة بيانات الأفلام العربية
- صوفي ديمتري على موقع كاروهات